# Diiodometano
Il diiodometano o ioduro di metilene è un dialometano geminale avente formula molecolare CH2I2. La sua struttura è quella del metano in cui due atomi di idrogeno sono stati sostituiti da altrettanti atomi di iodio. Nella serie degli idroiodometani CH4-nIn è intermedio tra lo ioduro di metile CH3I e lo iodoformio CHI3 e se ne differenzia anche in quanto l'atomo di carbonio è allo stato di ossidazione 0. In natura è presente nell'acqua di mare in concentrazione di poche pmol/mol ed è inoltre presente in alcune alghe (Mastocarpus stellatus e Ascophyllum nodosum).

## Proprietà e struttura molecolare
Lo ioduro di metilene è un composto endotermico, ΔHƒ° = +68,5 kJ/mol. A temperatura ambiente si presenta come un liquido molto denso (3,325 g/mL), incolore se puro e con odore che ricorda il cloroformio;  è fotosensibile: l'esposizione alla luce provoca una parziale decomposizione con liberazione di iodio che impartisce un colore bruno al resto del liquido. In acqua è pochissimo solubile (0,8 g/L a 25 °C), molto meno dello ioduro di metile (14 g/L a 20 °C) mentre, come quest'ultimo, è molto solubile nei comuni solventi organici. Ha un elevato indice di rifrazione (1,737) e una tensione superficiale di 0,0508 N·m−1.
La molecola dello ioduro di metilene è di tipo tetraedrico (C ibridato sp3), ma con simmetria molecolare C2v. La molecola è alquanto polare, con momento dipolare μ =1,15 D, valore che risulta compreso tra quello dello ioduro di metile (1,63 D) e quello dello iodoformio (0,80 D). Il suo potenziale di ionizzazione è di 9,46 eV, un po' minore di quello dello ioduro di metile (9,54 eV) ed entrambi questi valori sono minori rispetto a quello dell'atomo di iodio isolato (10,45 eV).
Da indagini spettroscopiche rotazionali nella regione delle microonde (59-69 GHz e 167-338 GHz) è stato possibile ricavare, tra l'altro, distanze (r) ed angoli (∠) di legame:
r(C−H) = 106,6 pm; r(C−I) = 213,5 pm;
∠(HCH) = 111,6°; ∠(HCI) = 107,85°; ∠(ICI) = 113,9°.
I legami C−H nello ioduro di metilene sono apprezzabilmente più corti del valore standard (109 pm) e anche rispetto a quelli nello ioduro di metile (108,4 pm), mentre quelli C−I hanno sostanzialmente lunghezza normale (214 pm) e molto simile a quella nello ioduro di metile (213,6 pm).
L'angolo HCH è più ampio del valore ideale atteso per l'ibridazione sp3 dell'atomo centrale di carbonio (109,5°) e molto simile a quello in CH3I (111,4°), ma anche l'angolo ICI è più ampio e con differenza maggiore.

## Reattività
L'idrolisi dello ioduro di metilene, a differenza di quella dello ioduro di metile che produce metanolo, fornisce invece formaldeide, in accordo al diverso stato di ossidazione del carbonio.
Dal trattamento di CH2I2 con magnesio metallico in solventi eterei in opportune condizioni si possono preparare soluzioni di bis reattivi di Grignard geminali (I-Mg-CH2-Mg-I); queste soluzioni possono essere usate su aldeidi o chetoni per produrre alcheni con rese accettabili o buone.
Nella molecola dello ioduro di metilene ci sono due atomi di iodio che sono due potenziali e ottimi gruppi uscenti in sostituzioni nucleofile SN2, gruppi uscenti migliori degli atomi di bromo nell'analogo e meno costoso bromuro di metilene, e questo fatto viene utilizzato in sintesi organica.
Lo ioduro di metilene è il reagente, insieme allo zinco metallico, con rame come catalizzatore, usato nella sintesi di Simmons-Smith, una reazione di ciclopropanazione, dove si forma una specie carbenoide (≈ I-Zn-CH2-I) come intermedio, il quale agisce da sorgente di metilene singoletto (carbene), :CH2.
Riscaldato a 200 °C insieme al pirrolo in presenza di metossido di sodio fornisce la piridina.

## Preparazione
Si tratta di un prodotto disponibile commercialmente. Può essere preparato per riduzione dello iodoformio con fosforo elementare o arsenito di sodio:
{\displaystyle {\ce {CHI3 + Na3AsO3 + NaOH -> CH2I2 + NaI + Na3AsO4}}}
Si può preparare anche dal diclorometano per azione dello ioduro di sodio in acetone nella reazione di Finkelstein (una doppia SN2):
{\displaystyle {\ce {CH2Cl2 + 2 NaI -> CH2I2 + 2 NaCl}}}

## Applicazioni e reattività
L'alta densità dello ioduro di metilene viene sfruttata per la determinazione della densità di minerali e altri campioni solidi. Viene utilizzato anche come liquido di contatto nella rifrattometria gemmologica per determinare l'indice di rifrazione di alcune gemme.

## Sicurezza
Gli ioduri alchilici sono agenti alchilanti e va evitato il contatto diretto.